# Pontonema simile
Pontonema simile är en rundmaskart som först beskrevs av Rowland Southern 1914.  Pontonema simile ingår i släktet Pontonema och familjen Oncholaimidae. Inga underarter finns listade i Catalogue of Life.